# Le Barrage
Pour les articles homonymes, voir Barrage (homonymie).
Le Barrage est un lieu-dit de l'île de La Réunion, département et région d'outre-mer français dans le sud-ouest de l'océan Indien. Il s'agit d'un quartier de la commune de Saint-Paul en surplomb de la ravine des Trois-Bassins.